# Gorjani (Užice)
Gorjani (Servisch cyrillisch Горјани) is een plaats in de Servische gemeente Užice. De plaats telt 735 inwoners (2002).